# 西海道談綺
『西海道談綺』（さいかいどうだんき）は、松本清張の長編伝奇小説。江戸時代の九州・日田地域を主な舞台に、隠し金山をめぐる謎・冒険などの要素を織り込み展開される、清張最大の長編小説。『週刊文春』に連載され（1971年5月17日号 - 1976年5月6日号、連載時の挿絵は岩田専太郎）、1976年12月から1977年4月にかけて、全5巻の単行本が文藝春秋より刊行された。
1983年にテレビドラマ化されている。

## あらすじ
時は文化・文政のころ、作州・勝山藩の藩士・伊丹恵之助は、急遽宿直を早退、屋敷に取って返し、半年前に結婚したばかりの妻・志津と用人・服部源左衛門の密会を突き止めた。恵之助は屋敷を出た源左衛門を斬った上で、志津を耳陶山北麓の小童谷銅鉱に連れ出し、廃坑の中で妻を竪穴に突き落とした。
国を出て放浪の途中、恵之助は、木曾・奈良井宿にて、参勤交代旅行中の小藩の一行が、大国・加賀藩一行の我儘に苦悩するところに遭遇する。茶壺宰領の力を借りることで彼らの窮地を救う恵之助だったが、そこで縁のできた茶壺組頭の坊主・北条宗全は、恵之助の妻殺し・脱藩の過去を承知した上で、江戸の長屋に恵之助を世話する。しばらく役職のない生活を送る恵之助だったが、やがて、御家人・太田半左衛門の養子となり、太田姓を名乗る直参の身分となる。こうして「伊丹恵之助」はこの世から消えた。
そうこうするうち、恵之助は西国郡代地方手附への着任の話を持ちかけられる。突然の話に驚く恵之助だったが、西国諸鉱山の金銀産出が急激に少なくなったことが公儀で問題となり、その実態調査という密命を帯びた着任であった。こうして豊後・日田へ赴くことになった恵之助だったが、他方、恵之助の前任者・鈴木九郎右衛門が、謎の急死を遂げていたことを聞かされる。恵之助は郡代・高林伝七郎から、現地視察を名目に、豊前・四日市の陣屋への出役を命じられたのを機に、周辺で鈴木急死の真相を探り始めるが、その矢先、姿を見せなくなっていた恵之助の同行者が殺害死体で発見された。
恵之助の前に姿を現わす、法螺貝を響かせる宇佐石体権現の山伏・行者の列。彼らは呪術的な超能力を駆使する変幻自在の集団として恐れられていた。さらに、津江の山中から一条の光が立ち昇る怪奇現象に遭遇する恵之助。闇からの謎の警告や、犬神の祟りが交錯する中、ついに恵之助を待ち受ける大掛かりな策謀が動き出した。罠を承知で出向く恵之助。敵と味方が入り混じり、各人の怨念・執念も絡みつつ、山中での神秘的な対決が幕を開ける。

## 主な登場人物

作品の主要な舞台となる日田市（現在）の位置

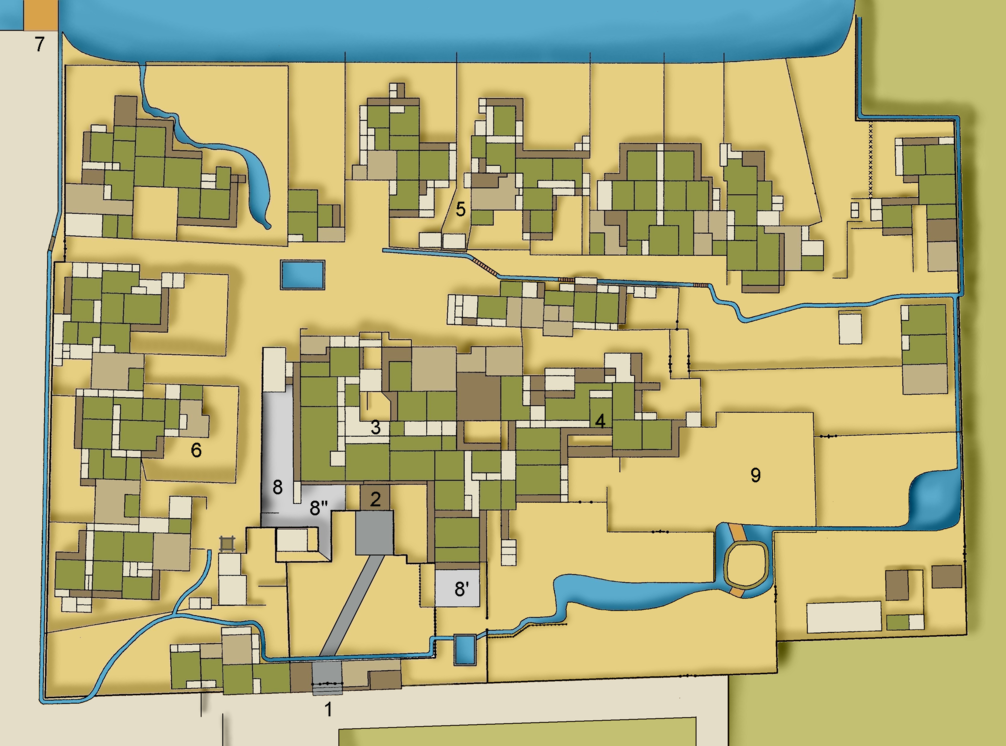
西国郡代の拠点となった日田陣屋の平面図（1817年から1835年の様子）

- 原作における設定を記述。

太田恵之助（伊丹恵之助）
美作・勝山城城詰めの藩士であり、藩の鉱山の山方の経験も持っていたが、ふとした契機から藩を逐電する羽目となる。
志津
恵之助の妻。藩の用人・服部源左衛門を仲人にして、半年前に恵之助と結婚したが。。。
甚兵衛
鉱山内で鉱区や坑内の設備設計にあたる振矩師（ふりがねし）。日本各地の鉱山を渡り歩いている。
北条宗全
木曾・藪原宿に宿泊していた茶壺組頭の坊主。小日向水道町に屋敷を持つ。
備前屋太兵衛
宗全と賽子勝負をしていた蔵前の札差。
おえん
江戸・柳橋の船宿「上総屋」の芸妓。店での名前は「梅香」。
佐野寛右衛門
丹波・福知山藩の用人。先約を盾に、奈良井の本陣を見据えて座り込む。
菅沼吉十郎
寛右衛門の従弟。豊後・森藩を治める久留島家の家臣。
鈴木九郎右衛門
恵之助の前任の代官所手附。その横死の報を受け、恵之助が手附となる。
高林伝七郎
西国郡代。日田での恵之助の上役。
嘉助
恵之助の家で働いていた江戸者の若党。恵之助の日田行きに同行する。
向井平三郎
公事方手附。日田での恵之助の相役。
浜島孝介
地方手代。実務に詳しく領内の生き字引的存在。
新屋忠兵衛
森藩の新興掛屋。森藩の明礬を販売する。
村上平八
代官所の書役。
筒井秀観
日出生台ヶ原で恵之助が遭遇した、宇佐石体権現の山伏を束ねる先達。
蜂屋良助
豊前・四日市陣屋の筆頭手代。
吉田孫六
四日市陣屋を取り仕切る地方手代。
お島
甚兵衛が湯山村（天ヶ瀬温泉）に連れている病身の女性。
喜右衛門
豊後一帯から肥後にまたがる犬神一族を支配する統領。

## 書誌情報
- 『西海道談綺』〈文藝春秋〉（1976年12月 - 1977年4月、全5巻）
- 文庫版『西海道談綺』〈文春文庫〉（1981年1月 - 4月、全8巻）
- 『松本清張全集』（文藝春秋〉（1983年9月 - 11月、第52巻 - 第54巻）
- 文庫新装版『西海道談綺』〈文春文庫〉（1990年10月 - 11月、全4巻）

## テレビドラマ
「松本清張の西海道談綺」。1983年9月30日、フジテレビ系列の「時代劇スペシャル」枠（20:03-22:48）にて3時間拡大版として放映。テレビ西日本開局25周年記念番組として制作された。サブタイトル「妻の密通は彼の運命を変えた!!日田天領に渦巻く巨悪の陰謀は!?愛憎かけめぐる一大伝奇」。視聴率16.5％（ビデオリサーチ調べ、関東地区）。
キャスト
- 伊丹恵之助：松平健
- おえん：古手川祐子
- 志津：風祭ゆき
- 甚兵衛：中村敦夫
- 北条宗全：丹波哲郎
- 向井平三郎：宮内洋
- 高林伝七郎：小泉博
- 浜島孝介：島田順司
- 筒井秀観：苅谷俊介
- 嘉助：三波豊和
- 服部源左衛門：浜田寅彦
- 佐野寛右衛門：信欣三
- 長谷川悦寿：中村伸郎
- 吉田孫六：堀礼文
- 村上平八：狩野勝行
- 備前屋太兵衛：小沢象
- 行商人：藤木悠
- 軽部仁、川口節子、泉ワ輔、津奈見里ん、柿木恵至、戸塚孝、萩原純、江藤保徳、斎藤弘勝、久本昇、大島光幸、村上久勝、北斗辰徳、中瀬博文、森岡隆見、大貫幸雄、郷内栄喜、野晃弘、中村信治
- ナレーション：平光淳之助

スタッフ
- 企画：岡田太郎（フジテレビ）
- プロデューサー：古屋克征（国際放映）、能村庸一（フジテレビ）、兼川晋（テレビ西日本）、野村芳太郎（霧プロダクション）
- 脚本：古田求
- 監督：児玉進
- 音楽：津島利章
- 撮影：内海正治
- 協力：大分県、大分県観光協会、東亜国内航空
- 制作：テレビ西日本、フジテレビ、国際放映、霧プロダクション

| フジテレビ系列 時代劇スペシャル                 | フジテレビ系列 時代劇スペシャル    | フジテレビ系列 時代劇スペシャル                 |
| 前番組                                          | 番組名                             | 次番組                                          |
| ----------------------------------------------- | ---------------------------------- | ----------------------------------------------- |
| 奉行暗殺始末 （原作：山本周五郎） （1983.9.16） | 松本清張の西海道談綺 （1983.9.30） | 影狩り （原作：さいとう・たかを） （1983.10.6） |